# Тарнополь (Иркутская область)
Тарнополь — село в Балаганском районе Иркутской области России. Административный центр Тарнопольского сельского поселения. 

## География
Тарнополь находится на левом берегу реки Одиса, примерно в 17 км к западу-северо-западу (WNW) от районного центра, посёлка Балаганск, на высоте 426 метров над уровнем моря. Площадь села составляет 218 га, из которых застроенная территория занимает 140,7 га.

## История
Село Тарнополь было основано в 1927—1928 годах переселенцами из Белоруссии. В 1939 году на территории Балаганского района началась массовая коллективизация. На территории сельсовета был организован
колхоз «Победа» с центром в селе Тарнополь. В 50-е годы на территории села был образован колхоз «Россия». В 1962 году, вследствие окончания строительства Братской ГЭС и подготовки ложа Братского водохранилища, в Тарнополь была переселена часть жителей затопляемых территорий.

## Население
В 2002 году численность населения села составляла 615 человек (291 мужчина и 324 женщины). По данным переписи 2010 года, в селе проживал 531 человек (244 мужчины и 287 женщин).
| 1939 | 1959 | 1970 | 1979 | 1989 | 2002 | 2010 |
| ---- | ---- | ---- | ---- | ---- | ---- | ---- |
| 188  | 619  | 827  | 900  | 738  | 615  | 531  |

## Инфраструктура
В селе функционируют средняя общеобразовательная школа, сельский клуб, библиотека, фельдшерско-акушерский пункт, почтовое отделение, 4 магазина, а также сельскохозяйственный производственный кооператив (СПК «Тарнопольский»). Общая площадь жилого фонда — 10,7 тыс. м².

## Улицы
Уличная сеть села состоит из 7 улиц и 1 переулка.